# Огюст Геллеманс
Огюст Гендрік Геллеманс (фр. Auguste Hendrik Hellemans, 21 червня або 14 вересня 1907, Капелле-оп-ден-Бос, Бельгія — 4 травня 1992, Беркем-Сент-Агат, Бельгія) — бельгійський футболіст, що грав на позиції півзахисника. По завершенні ігрової кар'єри — тренер.
Виступав, зокрема, за клуб «Мехелен», а також національну збірну Бельгії.

## Клубна кар'єра
У дорослому футболі дебютував 1926 року виступами за команду клубу «Мехелен», в якій провів дванадцять сезонів.
Завершив професійну ігрову кар'єру у клубі «Лув'єрроз», за команду якого виступав протягом 1938—1944 років.

## Виступи за збірну
1928 року дебютував в офіційних матчах у складі національної збірної Бельгії. Протягом кар'єри у національній команді, яка тривала 7 років, провів у її формі 27 матчів.
У складі збірної був учасником  футбольного турніру на Олімпійських іграх 1928 року в Амстердамі, чемпіонату світу 1930 року в Уругваї, чемпіонату світу 1934 року в Італії.
В Уругваї зіграв проти Перу (3:1) і Уругваю (0:4)
На італійському чемпіонаті був присутній в заявці збірної на турнірі, але на поле не виходив

### Матчі в складі збірної
ЧС-1930
1. (4) 13 липня 1930 р. Монтевідео. США 3:0 Бельгія
2. (5) 20 липня 1930 р. Монтевідео. Бельгія 0:1 Парагвай

Товариські матчі
1. (1) 4 травня 1930 р. Амстердам. Нідерланди 2:2 Бельгія
2. (2) 11 травня 1930 р. Брюссель. Бельгія 1:3 Ірландська вільна держава
3. (3) 8 червня 1930 р. Антверпен. Бельгія 2:1 Португалія
4. (6) 21 вересня 1930 р. Антверпен. Бельгія 2:3 Чехословаччина
5. (7) 28 вересня 1930 р. Льєж. Бельгія 2:2 Швеція
6. (8) 7 грудня 1930 р. Монруж. Франція 2:2 Бельгія
7. (9) 29 березня 1931 р. Амстердам. Нідерланди 3:2 Бельгія
8. (10) 3 травня 1931 р. Антверпен. Бельгія 4:2 Нідерланди
9. (11) 16 травня 1931 р. Брюссель. Бельгія 1:4 Англія
10. (12) 31 травня 1931 р. Лісабон. Португалія 3:2 Бельгія
11. (13) 11 жовтня 1931 р. Брюссель. Бельгія 2:1 Польща
12. (14) 6 грудня 1931 р. Брюссель. Бельгія 2:1 Швейцарія
13. (15) 20 березня 1932 р. Антверпен. Бельгія 1:4 Нідерланди
14. (16) 17 квітня 1932 р. Амстердам. Нідерланди 2:1 Бельгія
15. (17) 11 грудня 1932 р. Брюссель. Бельгія 1:6 Австрія
16. (18) 12 лютого 1933 р. Брюссель. Бельгія 2:3 Італія
17. (19) 12 березня 1933 р. Цюрих. Швейцарія 3:3 Бельгія
18. (20) 26 березня 1933 р. Коломб. Франція 3:0 Бельгія
19. (21) 9 квітня 1933 р. Антверпен. Бельгія 1:3 Нідерланди
20. (22) 7 травня 1933 р. Амстердам. Нідерланди 1:2 Бельгія
21. (23) 4 червня 1933 р. Варшава. Польща 0:1 Бельгія
22. (24) 11 червня 1933 р. Відень. Австрія 4:1 Бельгія
23. (25) 22 жовтня 1933 р. Дуйсбург. Німеччина 8:1 Бельгія
24. (26) 26 листопада 1933 р. Брюссель. Бельгія 2:2 Данія
25. (27) 21 січня 1934 р. Брюссель. Бельгія 2:3 Франція

## Кар'єра тренера
За свою тренерську кар'єру, тричі очолював тренерський штаб клубу «Патро Ейсден Масмехелен».
Помер 4 травня 1992 року на 86-му році життя у місті Беркем-Сент-Агат.